# ذخیره‌گاه طبیعی موراکا
ذخیره‌گاه طبیعی موراکا (به لاتین: Muraka Nature Reserve) یک منطقه حفاظت‌شده در استونی است که در دهستان لوگانوسه واقع شده‌است.